# 旭が丘 (日野市)
旭が丘（あさひがおか）は、東京都日野市の地名。現行行政地名は旭が丘一丁目から旭が丘六丁目。

## 地理
日野市の西部に位置し、北部で八王子市と接する（隣接区域の詳細については下記テンプレート参照）。東西を都道155号町田平山八王子線が走る。東京都立大学日野キャンパスや多数の大企業の本社・事業所等が位置し、閑静な住宅街となっている。

### 面積
面積は以下の通りである。
| 丁目         | 面積（km2） |
| ------------ | ----------- |
| 旭が丘一丁目 | 0.23        |
| 旭が丘二丁目 | 0.30        |
| 旭が丘三丁目 | 0.21        |
| 旭が丘四丁目 | 0.18        |
| 旭が丘五丁目 | 0.19        |
| 旭が丘六丁目 | 0.17        |
| 計           | 1.28        |

### 地価
住宅地の地価は、2025年（令和7年）1月1日の公示地価によれば、旭が丘6丁目3番16の地点で24万3000円/m2となっている。

## 世帯数と人口
2025年（令和7年）8月1日現在（日野市発表）の世帯数と人口は以下の通りである。
| 丁目         | 世帯数    | 人口     |
| ------------ | --------- | -------- |
| 旭が丘一丁目 | 1,642世帯 | 3,346人  |
| 旭が丘二丁目 | 1,473世帯 | 2,907人  |
| 旭が丘三丁目 | 711世帯   | 1,313人  |
| 旭が丘四丁目 | 819世帯   | 1,743人  |
| 旭が丘五丁目 | 769世帯   | 1,666人  |
| 旭が丘六丁目 | 588世帯   | 1,146人  |
| 計           | 6,002世帯 | 12,121人 |

### 人口の変遷
国勢調査による人口の推移。
| 年                 | 人口   |
| ------------------ | ------ |
| 1995年（平成7年）  | 10,990 |
| 2000年（平成12年） | 10,963 |
| 2005年（平成17年） | 12,069 |
| 2010年（平成22年） | 11,761 |
| 2015年（平成27年） | 12,065 |
| 2020年（令和2年）  | 12,182 |

### 世帯数の変遷
国勢調査による世帯数の推移。
| 年                 | 世帯数 |
| ------------------ | ------ |
| 1995年（平成7年）  | 4,608  |
| 2000年（平成12年） | 4,726  |
| 2005年（平成17年） | 5,175  |
| 2010年（平成22年） | 4,899  |
| 2015年（平成27年） | 5,232  |
| 2020年（令和2年）  | 5,550  |

## 学区
市立小・中学校に通う場合、学区は以下の通りとなる（2023年10月時点）。
| 丁目         | 番・番地等 | 小学校                 | 中学校                 |
| ------------ | ---------- | ---------------------- | ---------------------- |
| 旭が丘一丁目 | 21〜29番地 | 日野市立旭が丘小学校   | 日野市立日野第四中学校 |
| 旭が丘一丁目 | 1〜20番地  | 日野市立日野第六小学校 | 日野市立日野第四中学校 |
| 旭が丘二丁目 | 全域       | 日野市立日野第六小学校 | 日野市立日野第四中学校 |
| 旭が丘三丁目 | 全域       | 日野市立旭が丘小学校   | 日野市立日野第四中学校 |
| 旭が丘四丁目 | 全域       | 日野市立旭が丘小学校   | 日野市立日野第四中学校 |
| 旭が丘五丁目 | 全域       | 日野市立旭が丘小学校   | 日野市立日野第四中学校 |
| 旭が丘六丁目 | 全域       | 日野市立旭が丘小学校   | 日野市立日野第四中学校 |

## 交通

### 鉄道
| 隣接する街区の駅                    |
| ----------------------------------- |
| JR中央線 JR中央本線 - 豊田駅(JC 21) |

### バス
- 京王電鉄バス
- 日野市ミニバス（市内路線 (S))

### 道路
- 東京都道155号町田平山八王子線

## 事業所
2021年（令和3年）現在の経済センサス調査による事業所数と従業員数は以下の通りである。
| 丁目         | 事業所数  | 従業員数 |
| ------------ | --------- | -------- |
| 旭が丘一丁目 | 42事業所  | 411人    |
| 旭が丘二丁目 | 59事業所  | 966人    |
| 旭が丘三丁目 | 56事業所  | 2,498人  |
| 旭が丘四丁目 | 22事業所  | 1,541人  |
| 旭が丘五丁目 | 51事業所  | 430人    |
| 旭が丘六丁目 | 46事業所  | 807人    |
| 計           | 276事業所 | 6,653人  |

### 事業者数の変遷
経済センサスによる事業所数の推移。
| 年                 | 事業者数 |
| ------------------ | -------- |
| 2016年（平成28年） | 247      |
| 2021年（令和3年）  | 276      |

### 従業員数の変遷
経済センサスによる従業員数の推移。
| 年                 | 従業員数 |
| ------------------ | -------- |
| 2016年（平成28年） | 5,044    |
| 2021年（令和3年）  | 6,653    |

## 施設

### 教育
- 幼稚園・保育園
  - 日野市立第七幼稚園
  - あさひがおか保育園
  - 吹上保育園旭が丘分園

- 小学校・中学校
  - 日野市立旭が丘小学校
  - 日野市立第四中学校
- 大学
  - 東京都立大学日野キャンパス

### 企業

#### 本社
- GEヘルスケア・ジャパン
- 東芝テリー
- 東光工業

#### 支社・事業所
- ファナック日野支社
- トッパンメディアプリンテック日野工場
- MFLP日野
- 帝人ファーマ（創薬研究所、骨・関節研究所、医薬開発研究所、医療技術研究所）
- メタウォーター日野事業所
- ナショナルベンディング西東京営業所

### 商業
- コンビニエンスストア
  - セブン-イレブン
    - 日野旭が丘店
    - 日野旭が丘1丁目店

  - ローソン日野旭が丘店
  - ファミリーマート
    - 日野バイパス店
    - 日野旭が丘三丁目店
- スーパーマーケットなど
  - スーパー三和旭が丘店
  - ケーヨーデイツー日野旭が丘店
  - ダイレックス日野旭が丘店
- 飲食店・レストラン
  - マクドナルド旭が丘三和店
  - モスバーガー豊田旭が丘店
  - 洋麺屋五右衛門日野旭が丘店
  - クレープの店ちゃとらん
  - 福佐屋旭が丘店
- その他
  - トヨタ西東京カローラ豊田店
  - 東京靴流通センター日野旭が丘店
  - 飛鳥ドライビングカレッジ日野

### 公園
- 旭が丘中央公園
- 旭が丘東公園
- 旭が丘西公園
- 旭が丘南公園
- 旭が丘北公園

### 諸施設
- 日野旭が丘郵便局
- 日野市 発達・教育支援センター
- 子育て相談あさひが丘児童館

## その他

### 日本郵便
- 郵便番号 : 191-0065[3]（集配局 : 日野郵便局[15]）。